# Charinus cavernicolus
Charinus cavernicolus es una especie de araña del género Charinus, familia Charinidae. Fue descrita científicamente por Weygoldt en 2006.
Habita en Australia. El caparazón de la hembra descrito por Miranda, Giupponi, Prendini y Scharff en 2021 mide 3,25 mm de largo por 4,70 mm.